# Рекале (Казерта)
Рекале (итал. Recale) је насеље у Италији у округу Казерта, региону Кампанија.
Према процени из 2011. у насељу је живело 7553 становника. Насеље се налази на надморској висини од 43 м.

## Становништво
| 1931. | 1936. | 1951. | 1961. | 1971. | 1981. | 1991. | 2001. | 2011. |
| ----- | ----- | ----- | ----- | ----- | ----- | ----- | ----- | ----- |
| 2.490 | 2.552 | 3.184 | 3.661 | 4.348 | 5.443 | 6.513 | 7.147 | 7.611 |